# 风毛菊
风毛菊（学名：Saussurea japonica）是菊科风毛菊属的植物。分布在朝鲜、日本以及中国大陆的山西、辽宁、广东、安徽、浙江、湖北、贵州、江西、云南、北京、四川、福建、陕西、甘肃、湖南、西藏、河北、河南、内蒙古、山东等地，生长于海拔200米至2,800米的地区，一般生长在荒坡、水旁、山坡、山谷、山坡灌全、林下、山坡路旁以及田中，目前尚未由人工引种栽培。

## 异名
- Saussurea japonica (Thunb.) DC. f. leucophylla (Nakai et Kitag.) Nakai et Kitag.
- Saussurea japonica (Thunb.) DC. var. alata Regel